# Jan Magiera
Jan Magiera (ur. 30 września 1938 w Jelnej, zm. 9 lutego 2022 w Mostkach) – polski sportowiec, kolarz, dwukrotny olimpijczyk, trzykrotny mistrz Polski, specjalista w jeździe indywidualnej na czas.

## Życiorys

### Czarni Radom i Broń Radom
Karierę sportową rozpoczął w klubie Czarni Radom w 1958, początkowo jako kolarz torowy. Największe sukcesy na początku kariery osiągnął jednak w trakcie startów w 1961 w drużynie Broni Radom. W tym roku sięgnął z drużyną klubową po mistrzostwo Polski w wyścigu na 4000 m na dochodzenie, zdobył wicemistrzostwo Polski w indywidualnym wyścigu na 4000 m na dochodzenie i brązowy medal w wyścigu tandemów (z Lucjanem Józefowiczem). 28 sierpnia 1961 odebrał Józefowiczowi na jeden dzień rekord Polski w wyścigu na 4000 m na dochodzenie, wynikiem 5.06.4.

### Cracovia
Od 1964 reprezentował Cracovię, początkowo łącząc występy torowe z szosowymi.

#### Kariera torowa
W 1964 zdobył brązowy medal mistrzostw Polski w indywidualnym wyścigu na 4000 m na dochodzenie, w 1965 zajął 7 m., a w 1966 15 na mistrzostwach świata w tej samej konkurencji. W 1966 był na mistrzostwach świata 11 w wyścigu drużynowym na 4000 m na dochodzenie. W tym samym roku sięgnął po swoje ostatnie medale mistrzostw Polski na torze – srebro w wyścigu na 4000 m i brąz w wyścigu na 1000 m ze startu zatrzymanego.

#### Kariera szosowa
W 1964 zajął trzecie miejsce w Tour de Pologne (wygrany prolog i jeden z etapów), następnie wystąpił na mistrzostwach świata w kolarstwie szosowym, zajmując 27 m. w wyścigu indywidualnym i 8 m. w wyścigu drużynowym na 100 km oraz na Igrzyskach Olimpijskich w Tokio (73 m w wyścigu indywidualnym i 11 w wyścigu drużynowym na 100 km). W 1965 wystąpił pierwszy raz w Wyścigu Pokoju, zajmując 12 m. Rok 1966 przyniósł mu zwycięstwo w szosowym wyścigu indywidualnym mistrzostw Polski, drugie miejsce w Tour de Pologne (wygrany etap jazdy na czas). a także 36 m. w Wyścigu Pokoju (wygrał wówczas jazdę indywidualną na czas) i 10 m. w mistrzostwach świata w wyścigu drużynowym na 100 km. W 1967 zajął trzecie miejsce w Wyścigu Pokoju i 7 m. na mistrzostwach świata w wyścigu drużynowym na 100 km. W 1968 był ponownie trzeci w Wyścigu Pokoju (kolejny raz wygrał jazdę indywidualną na czas) oraz piąty z drużyną w wyścigu na 100 km na Igrzyskach Olimpijskich w Meksyku. W 1969 na mistrzostwach świata czwarte miejsce w wyścigu drużynowym na 100 km, w Wyścigu Pokoju zajął 16 m. i trzeci raz wygrał jazdę indywidualną na czas, w Tour de Pologne również wygrał jazdę indywidualną na czas i zwyciężył w klasyfikacji sprinterów. W 1970 zwyciężył w pierwszych w historii mistrzostwach Polski w jeździe indywidualnej na czas, rok później w tej samej konkurencji został wicemistrzem Polski.

### Po zakończeniu kariery
Po zakończeniu kariery sportowej pracował jako asystent Wojciecha Walkiewicza z reprezentacją Polski, a w latach 1974-1981 w klubie Stomil Dębica. Odznaczony Krzyżem Kawalerskim Orderu Odrodzenia Polski (2000).
Zginął w nieszczęśliwym wypadku 9 lutego 2022, gdy palił gałęzie, porządkując ogród przy swoim domu w Mostkach koło Starego Sącza.
Został pochowany na Cmentarzu Katolickim w Starym Sączu.
Jego pamięci poświęcony jest Memoriał Jana Magiery.